# Polnische Eishockeyliga 2011/12
Die Saison 2011/12 war die 56. Spielzeit der Ekstraliga, der höchsten polnischen Eishockeyspielklasse, und 77. Austragung der polnischen Eishockeymeisterschaft. Meister wurde erstmals in der Vereinsgeschichte Ciarko PBS Bank Sanok. MMKS Podhale Nowy Targ stieg in die 2. Liga ab.

## Teilnehmer
Nach dem Rückzug von Stoczniowiec Gdańsk und KTH Krynica aus finanziellen Gründen bestand die Ekstraliga der Saison 2011/12 aus acht Mannschaften, darunter der Aufsteiger KS Toruń und der amtierende Meister KS Cracovia.
| Cracovia |

| Jastrzębie |

| Tychy |

| Sanok |

| Nowy Targ |

| Toruń |

| Oświęcim |

| Sosnowiec |

| Cracovia |

| Jastrzębie |

| Tychy |

| Sanok |

| Nowy Targ |

| Toruń |

| Oświęcim |

| Sosnowiec |

## Modus
In der Hauptrunde absolvierte jede der acht Mannschaften insgesamt 42 Spiele. Die vier bestplatzierten Mannschaften qualifizierten sich für die Playoffs, in denen der Meister ausgespielt wird. Die übrigen vier Mannschaften bestritten Playdowns. Für einen Sieg nach regulärer Spielzeit erhielt jede Mannschaft drei Punkte, für einen Sieg nach Overtime bzw. Shootout zwei Punkte, bei einer Niederlage nach Overtime bzw. Shootout gab es einen Punkt und bei einer Niederlage nach regulärer Spielzeit null Punkte.

## Hauptrunde

### Tabelle
|    | Klub                   | Sp | S  | OTS | OTN | N  | Tore    | Punkte |
| -- | ---------------------- | -- | -- | --- | --- | -- | ------- | ------ |
| 1. | Ciarko PBS Bank Sanok  | 42 | 29 | 3   | 0   | 10 | 204:112 | 93     |
| 2. | KS Cracovia            | 42 | 25 | 3   | 1   | 13 | 210:130 | 82     |
| 3. | Unia Oświęcim          | 42 | 26 | 0   | 3   | 13 | 182:133 | 81     |
| 4. | JKH GKS Jastrzębie     | 42 | 22 | 4   | 4   | 12 | 161:129 | 78     |
| 5. | GKS Tychy              | 42 | 22 | 3   | 4   | 13 | 139:103 | 76     |
| 6. | Zagłębie Sosnowiec     | 42 | 9  | 6   | 2   | 25 | 122:177 | 41     |
| 7. | KS Toruń               | 42 | 7  | 2   | 4   | 29 | 107:228 | 29     |
| 8. | MMKS Podhale Nowy Targ | 42 | 5  | 2   | 5   | 30 | 116:229 | 24     |

Sp = Spiele, S = Siege, N = Niederlagen, OTS = Overtime-Siege, OTN = Overtime-Niederlage

## Play-offs

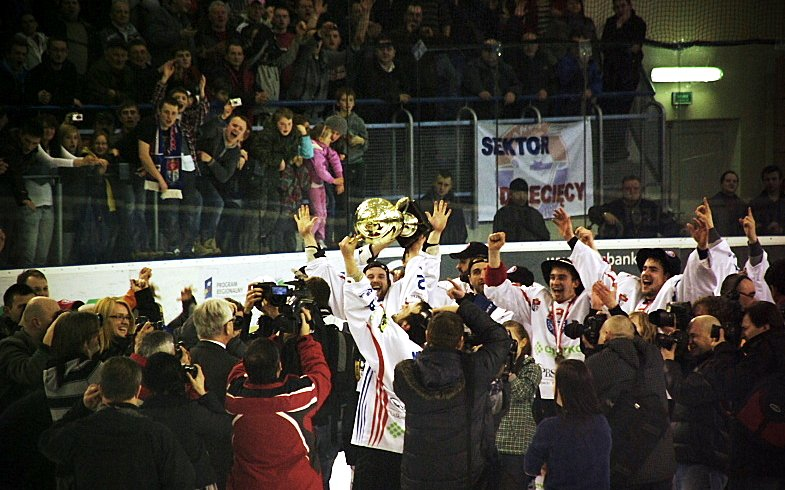
Spieler von Ciarko PBS Bank Sanok feiern den Gewinn der Meisterschaft

|  | Halbfinale            | Halbfinale  |                    |   | Finale | Finale |
|  |                       |             |                    |   |        |        |
|  | Ciarko PBS Bank Sanok | 4           |                    |   |        |        |
|  | JKH GKS Jastrzębie    | 0           |                    |   |        |        |
|  |                       |             |                    |   |        |        |
|  |                       |             |                    |   |        |        |
|  | KH Sanok              | 4           |                    |   |        |        |
|  |                       | KS Cracovia | 1                  |   |        |        |
|  |                       |             |                    |   |        |        |
|  | Spiel um Platz drei   |             |                    |   |        |        |
|  |                       |             | Unia Oświęcim      | 4 |        |        |
|  | KS Cracovia           | 4           | JKH GKS Jastrzębie | 3 |        |        |
|  | Unia Oświęcim         | 0           |                    |   |        |        |

### Finale
| 7. März 2012 20:00 | Ciarko PBS Bank Sanok Martin Vozdecký 2:22 Marcin Kolusz 52:00 Martin Vozdecký 60:58 | 3:2 n. V. (1:1, 0:0, 1:1, 1:0) Spielbericht | ComArch Cracovia 3:35 David Kostuch 52:25 Paweł Kosidło | Arena Sanok, Sanok Zuschauer: 3.500 |

| 9. März 2012 20:00 | ComArch Cracovia David Kostuch 1:20 Rafał Martynowski 29:24 Michał Piotrowski 38:00 David Kostuch 43:03 Leszek Laszkiewicz 46:35 | 5:2 (1:2, 2:0, 2:0) Spielbericht | Ciarko PBS Bank Sanok 3:27 Krystian Dziubiński 15:55 Marek Strzyżowski | stadion im. „Rocha“, Krakau Zuschauer: 2.120 |

| 10. März 2012 19:30 | ComArch Cracovia David Kostuch 32:08 Aron Chmielewski 38:13 | 2:3 (0:0, 2:1, 0:2) Spielbericht | Ciarko PBS Bank Sanok 31:38 Krystian Dziubiński 47:44 Martin Vozdecký 55:23 Sławomir Krzak | Stadion im. „Rocha“, Krakau Zuschauer: 2 500 |

| 13. März 2012 18:00 | Ciarko PBS Bank Sanok Dariusz Gruszka 03:54 Josef Vítek 31:53 Tomasz Malasiński 35:28 Josef Vítek 40:42 | 4:2 (1:1, 2:1, 1:0) Spielbericht | ComArch Cracovia 07:01 Petr Dvořak 27:15 Damian Słaboń | Arena Sanok, Sanok Zuschauer: 3.500 |

| 14. März 2012 18:00 | Ciarko PBS Bank Sanok Ivo Kotaška 03:14 Josef Vítek 35:16 Josef Vítek 41:07 Krystian Dziubiński 48:15 Marcin Kolusz 53:07 | 5:1 (1:0, 1:1, 3:0) Spielbericht Stand: 4:1 | ComArch Cracovia 21:20 Leszek Laszkiewicz | Arena Sanok, Sanok Zuschauer: 3.500 |

## Kader des Polnischen Meisters
| Polnischer Meister Ciarko PBS Bank KH Sanok | Torhüter: Daniel Kachniarz, Bartosz Maza, Przemysław Odrobny Verteidiger: Łukasz Bułanowski, Paweł Dronia, Roman Guričan, Ivo Kotaška, Zoltán Kubát, Dawid Maciejewski, Pavel Mojžíš, Bogusław Rąpała, Paweł Skrzypkowski Angreifer: Marcin Biały, Krystian Dziubiński, Dariusz Gruszka, Marcin Kolusz, Sławomir Krzak, Tomasz Malasiński, Maciej Mermer, Wojciech Milan, Michał Radwański, Marek Strzyżowski, Josef Vítek, Martin Vozdecký, Mateusz Wilusz, Krzysztof Zapała Trainerstab: Marek Ziętara, Marek Milý | Meisterfeier |

## Play-downs
- GKS Tychy – MMKS Podhale Nowy Targ 4:1
- Zagłębie Sosnowiec – KS Toruń 4:3

Um Platz 5.
- GKS Tychy – Zagłębie Sosnowiec 10:1 (Summe der zwei Spiele)

Um Platz 7.
- KS Toruń – MMKS Podhale Nowy Targ 4:1